# Éric Vuillard

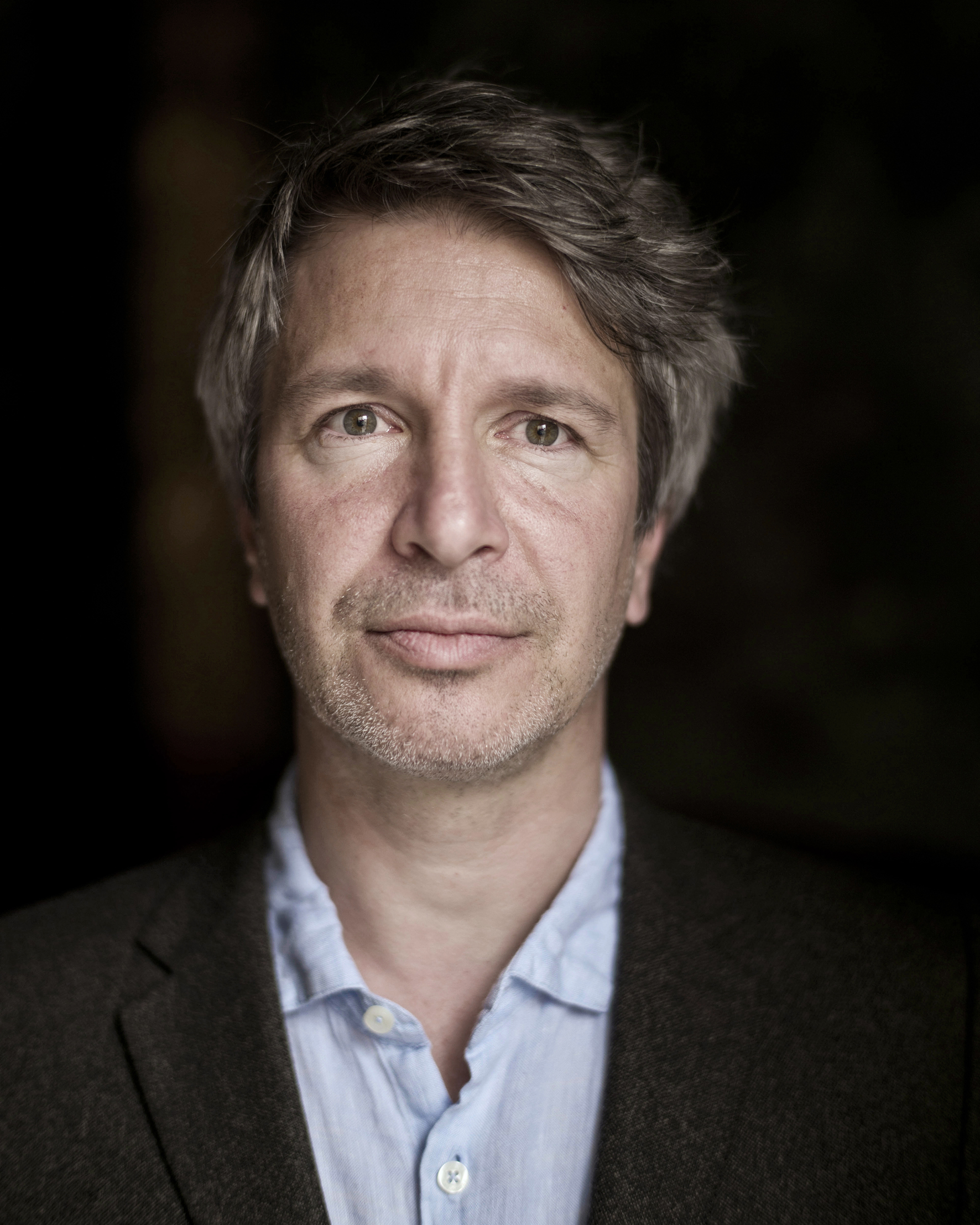
Éric Vuillard nel 2018

Éric Vuillard (Lione, 4 maggio 1968) è uno scrittore, regista e sceneggiatore francese vincitore nel 2017 del premio Goncourt.

## Biografia
Vive e lavora a Rennes. La sua famiglia è originaria della Franca Contea. Éric cresce a Lione in un ambiente borghese, ma poi suo padre, un chirurgo, decide di abbandonare tutto e di trasferirsi a vivere in un villaggio alpino abbandonato.  Éric interrompe gli studi e viaggia in Spagna e in Portogallo con il progetto di proseguire per l’Africa.  Ritorna in Francia per prendere la maturità e prosegue poi gli studi universitari, conseguendo un Diploma di Studi Approfonditi  (DEA) in storia sotto la direzione del filosofo Jacques Derrida e una laurea in filosofia e antropologia. Autore di una raccolta poetica e otto opere di narrativa, nei suoi testi lo spunto iniziale è spesso un celebre evento storico (come la Rivoluzione francese in 14 juillet o la caduta dell'impero Inca in Conquistadors).

## Opere
Pubblica un primo racconto nel 1999, e poi due libri di tono poetico (uno dei quali,  Tohu, richiama le prime attenzioni della critica), ed un romanzo epico sulla conquista del Perù da parte di Pizarro e sulla caduta dell'Impero inca, Conquistadors, che nel 2009 ottiene il premio Ignatius J. Reilly, che premia opere che secondo la giuria sono state ingiustamente sottovalutate (è detto “Prix de l’inaperçu”).
Ha realizzato nel 2008 un lungometraggio, Mateo Falcone, adattamento di un racconto di Prosper Mérimée. Il film, presentato al Torino Film Festival e al festival Premiers Plans d'Angers, è uscito nelle sale nel 2014.
Il suo libro L'Ordine del Giorno  ha ottenuto il premio Goncourt nel 2017.. Il libro descrive alcuni momenti-chiave dell’ascesa del nazismo: il sostegno da parte dei grandi industriali tedeschi e l’Anschluss dell’Austria. Nel racconto sono colti anche aspetti grotteschi e poco noti di questi episodi, descritti in un linguaggio molto ricco ed elegante.

Nel gennaio 2019, ha pubblicato il racconto La Guerra dei poveri, dedicato alle rivolte contadine in Germania nel XVI secolo e a Thomas Müntzer, un predicatore che ne fu uno dei capi. L’autore ha dichiarato che la pubblicazione del libro è stata suggerita anche da considerazioni sul momento politico attuale 

## Elenco opere tradotte in italiano
Eric Vuillard, L’Ordine del Giorno”, traduzione di Alberto Bracci Testasecca, Roma, Edizioni E/O, 2018,  p. 144, ISBN 978-88-335-7003-7., anche in ebook 

 Eric Vuillard, La Guerra dei Poveri, traduzione di Alberto Bracci Testasecca, Roma, Edizioni E/O, 2019,  p. 96, ISBN 978-88-335-7116-4., anche in ebook

## Elenco opere in francese
- Le Chasseur, Paris, Éditions Michalon, 1999
- Bois vert, poesie, Paris, Éditions Léo Scheer, 2002
- Tohu, Paris, Éditions Léo Scheer, 2005
- Conquistadors, Paris, Éditions Léo Scheer, 2009 -  premio Ignatius J. Reilly, 2010
- La Bataille d’Occident, Arles, Éditions Actes Sud,  2012 -  premio Franz Hessel, 2012[14]; premio Valery-Larbaud, 2013
- Congo, Arles, Actes Sud,  2012 -  premio Franz Hessel, 2012[14] ; premio Valery-Larbaud, 2013
- Tristesse de la terre: Une histoire de Buffalo Bill Cody, Arles, Éditions Actes Sud, 2014 - Finalista del premio Femina 2014[15]; premio Joseph-Kessel 2015[16]
- 14 juillet, Arles, Actes Sud, 2016 - premio Alexandre-Vialatte 2017 per 14 Juillet e per l’insieme delle sue opere
- L'Ordre du jour (récit)|L'Ordre du jour, Arles, Actes Sud, 2017 -  premio Goncourt 2017
- La Guerre des pauvres, Actes Sud, 2019, (NB)  ISBN 978-2-330-10366-8
- Prefazione a Histoire de la colonne infâme di Alessandro Manzoni, nuova traduzione di Christophe Mileschi, Bruxelles, Zones sensibles, 2019
- Une sortie honorable, récit, Actes Sud, coll. « Un endroit où aller », 2022, 208 p. ISBN 978-2-330-15966-5

## Filmografia

### Come regista
- 2006: L'Homme qui marche
- 2008: Mateo Falcone

### Come sceneggiatore
- 2002: La Vie nouvelle regia di Philippe Grandrieux
- 2006: L'Homme qui marche (cortometraggio)
- 2008: Mateo Falcone

## Alcuni riconoscimenti
- Prix Ignatius J. Reilly: 2010 per Conquistadors
- Franz-Hessel-Preis: 2012 per La Bataille d’Occident
- Prix Valery-Larbaud: 2013 per Congo e La Bataille d’Occident
- Prix Alexandre-Vialatte: 2017 per 14 juillet
- Premio Goncourt: 2017 per L'ordine del giorno